# Filipe Luís
Filipe Luís (født 9. august 1985) er en brasiliansk fodboldspiller. Han spiller for Flamengo som forsvarsspiller.